# Y 2100
Les Y 2100 sont les premiers locotracteurs standardisés de la SNCF.
Comme leurs successeurs, les Y 2200, ces petits engins étaient destinés à remplacer un parc de locotracteurs très disparate tout en achevant de faire disparaître des moyens de traction archaïques  encore présents localement dans les années 1950-1960, par exemple la vache de manœuvre d'Usson St Pal, citée par Henri Vincenot.

## Utilisation
Construits de 1952 à 1953 par BDR, ces locotracteurs ont été utilisés sur le sud-est, en remplacement de ceux du PLM tels que les Y-BE-3001 à 3, Y-BE-04002 à 65 et Y-BE-04071 à 92, également à traction diesel. Leur transmission, purement mécanique, comporte 8 vitesses avec un entraînement à chaines.

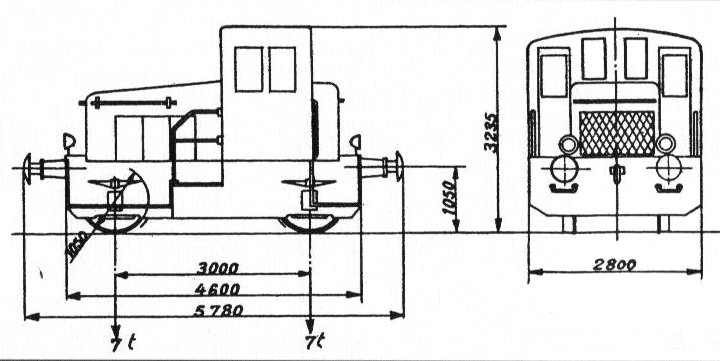
Plan du Y 2100.

## Réseaux titulaires[1],[2],[3],[4]
- Est - 1 : 3[1],[2],[3]
- Nord - 2 : 2[1],[2],[3], 1[4]
- Ouest - 3 : 7[1],[2],[3]
- Sud-Ouest - 4 : 19[1],[2],[3], 3[4]
- Sud-Est - 5 : 10[1],[2],[3], 4[4]
- Méditerranée - 6 : 11[1],[2],[3]

Les Y 2100 sont tous radiés du parc SNCF depuis décembre 1973. Du fait de leur motorisation essence et de leur très faible puissance, peu d'engins sont passés chez les industriels sans re motorisation.

## Préservation
- Y 2107 : préservé par le Chemin de Fer de la Baie de Somme (CFBS) ;
- Y 2121 : préservé par le Centre de la Mine et du Chemin de Fer de Oignies (CMCF) ;
- Y 2126 : préservé par l'Association des Autorails Touristiques de l’Yonne (AATY) ;
- Y 2127 : préservé par l'Association des Autorails Touristiques de l’Yonne (AATY) ;
- Y 2139 : préservé par le Muséeotrain à Semur-en-Vallon ;
- Y 2141 : anciennement exposé en monument à Félines-Thermenès (Aude) ;
- Y 2145 : anciennement préservé par Chemin de Fer Touristique des Hautes Falaises (CFTHF).

## Modélisme
Les Y 2100 ont été reproduits à l'échelle HO par les artisans et fabricants suivants :
- Télétrain, sous forme de kit à monter en laiton.
- Haxo-Modèle, sous forme de kit à monter en laiton.
- Rotomagus, sous forme de kit à monter en laiton.
- REE, en versions analogiques et numériques sonorisées.

En 0, par l'artisan Haxo-Modèle sous forme de kit à monter en laiton.